# Loeseneriella yunnanensis
Loeseneriella yunnanensis är en benvedsväxtart som först beskrevs av Hu, och fick sitt nu gällande namn av Albert Charles Smith. Loeseneriella yunnanensis ingår i släktet Loeseneriella och familjen Celastraceae. Inga underarter finns listade.